# Samostojatelnaja zjizn
Samostojatelnaja zjizn (russisk: Самостоятельная жизнь) er en russisk-fransk spillefilm fra 1992 af Vitalij Kanevskij.

## Medvirkende
- Pavel Nazarov - Valerka
- Dinara Drukarova - Valja
- Toshihiro Vatanabe - Yamamoto
- Jelena Popova
- Ljana Zjvanija